# 尉缭子
《尉缭子》是中国古代的一部重要的兵书。

## 题解
《尉缭子》一书，对于它的作者、成书年代以及性质归属历代都颇有争议。一说《尉缭子》的作者是魏惠王时的隐士，一说为秦始皇时的大梁人尉缭。一般署名是尉缭子。最早著录于《汉书·艺文志》，书中杂家类著录《尉缭》29篇，兵形势家类著录《尉缭》31篇。1972年在山东临沂银雀山汉墓出土了《尉缭子》残简，说明此书在西汉已流行，一般认为成书于战国时代。

## 评价
《尉缭子》的军事思想具有战国时代的特色，颇有价值。北宋元丰年间（1078年—1085年），被定为《武经七书》之一，为武学科举必读的兵学教材。雖然此書多少有其時代局限，但書中最後結語說：「臣聞古之善用兵者能殺士卒之半，...能殺其半者，威加海內...，故曰：『百萬之眾不用命，不如萬人之鬥也...』。」文中(殺)為裁減之意，明確指出精兵主義之必要性，值得後人深思。

## 版本
- 竹简残本——1972年出土的，是现今为止最早的版本。
- 1935年中华学艺社影宋刻《武经七书》本。
- 《四库全书》本。
- 《清芬堂丛书》本。
- 《百子全书》本。
- 丁氏八千卷楼藏刘寅《武经七书直解》影印本。
- 《群书治要》本。
- 《太平御览》本。
- 《续古逸丛书》影宋《五经七书》本。

## 体例
现存24篇，1~12篇主要论述战争和政治，13~24篇讲军令和军制。